# Weslley Smith Alves Feitosa
Weslley Smith Alves Feitosa (sinh ngày 21 tháng 4 năm 1992) là một cầu thủ bóng đá người Brasil.

## Sự nghiệp câu lạc bộ
Weslley Smith Alves Feitosa đã từng chơi cho Shonan Bellmare.